# Прапор Знам'янки

## Історія
Хоругва затверджена сесією міської ради 12 вересня 2002 р.

## Опис
Квадратне полотнище розділене по діагоналі з верхнього вільного кута на два рівновеликі трикутні поля; у верхньому червоному — жовтий знак залізниці, у нижньому зеленому  — зелена дубова гілка.

## Символіка
Символ залізниці вказує на те, що Знам'янка виникла та отримала розвиток як населений пункт завдяки будівництву залізничної станції. Визначним природним та історичним фактором для розвитку міста став Чорний ліс. Будівництво залізниці та станції, революційні події та партизанський рух у роки Другої світової війни, період відбудови народного господарства тісно пов'язані з лісом, основною породою якого є дуб. Дуб символізує витривалість, силу, мужність та стійкість намірів.
Кольорова гама: жовтий (золото) — символ багатства та величі, червоний — символ мужності та сміливості, зелений — символ достатку і надії.